# Guilty Hands
Guilty Hands ist ein US-amerikanischer Kriminalfilm mit Lionel Barrymore und Kay Francis in den Hauptrollen unter der Regie von W. S. Van Dyke.

## Handlung
Richard Grant ist ein begnadeter Strafverteidiger, der horrende Summe für seine Dienste verlangt und ein Leben in Luxus, aber auch nach ganz eigenen Regeln führt. Er ist fest davon überzeugt, dass unter bestimmten Umständen das bewusste und gewollte Töten von Menschen kein Mord sei, sondern ein Dienst an der Gesellschaft. Sein neuester Klient ist der stadtbekannte Kriminelle Gordon Rich. Bei einem glanzvollen Galadiner auf dem stattlichen Anwesen von Rich erfährt Richard, dass sein einziges Kind, die junge Barbara, von Gordon verführt und in die sexuelle Abhängigkeit geführt wurde. Am selben Abend noch gibt Gordon die Verlobung mit Barbara bekannt. Kurz danach bricht ein Gewitter aus. Richard stellt Gordon im Salon und erschießt ihn, nicht ohne jedoch eine lange Rede darüber zu halten, dass niemand ihm auf die Schliche kommen würde. 
Richard hat gerade die Pistole in die Hand von Gordon gedrückt, als Marjorie West, die Geliebte von Gordon die Leiche findet. Sie will die Polizei rufen, doch Richard hält sie auf. Sie sei die einzige Begünstigte in Gordons Testament und daher die natürliche Täterin. Richard hält ein langes Plädoyer vor imaginären Geschworenen, um Marjorie die Tat anzuhängen. Gerade will Richard hinausgehen und die Geschichte publik machen, als sich die Finger in Gordons Hand in der Leichenstarre zusammenziehen, den Abzug der Pistole drücken und Richard fällt, tödlich verwundet, um. Marjorie bleibt tief erschüttert zurück.

## Hintergrund
Kay Francis war seit 1929 unter Vertrag bei Paramount, doch das Studio wusste nicht so richtig etwas mit der Schauspielerin anzufangen. Sie spielte in bunter Reihenfolge alle Arten von Rollen, meist als Nebendarstellerin und bekam wirklich gute Hauptrollen nur, wenn das Studio sie auslieh. Erst kurz vorher hatte sie mit Passion Flower bei MGM einen großen Erfolg gehabt und die Verantwortlichen liehen bereitwillig erneut aus. Guilty Hands war typisch für Bayard Veiller, der seit den 1920er Jahren zu den bekanntesten Bühnenautoren des Landes gehörte. Seine Stücke wurden oft und gerne verfilmt, da sie reichlich Gelegenheit für dramatische Ausbrüche und emotionale Reden boten. Gerade MGM bot dem Autor bis zu 150.000 US-Dollar für die Adaption seiner Stücke. The Trial of Mary Dugan mit Norma Shearer und Paid mit Joan Crawford waren enorme Erfolge an der Kinokasse.
Lionel Barrymore wiederholte in Guilty Hands die Rolle, die er wenige Monate zuvor in A Free Soul neben Norma Shearer und Clark Gable gespielt hatte und die ihm den Oscar als bester Hauptdarsteller auf der Oscarverleihung 1931 einbringen sollte: den egozentrischen, von sich selber überzeugten Staranwalt, der über sich keine moralische Instanz akzeptiert. Auch hier verfällt die eigene Tochter einem gewissenlosen, amoralischen Gangster und Barrymore kann sie nur mit Gewalt vor ihrem Schicksal retten. In Österreich kam der Film 1936 unter dem Titel Schuldige Hände in den Verleih.

## Kinoauswertung
Die Produktionskosten lagen mit lediglich 152.000 US-Dollar im MGM-Vergleich sehr niedrig. Der Film war an der Kinokasse sehr erfolgreich und spielte im Inland bereits 452.000 US-Dollar ein, zu denen weitere 234.000 US-Dollar aus dem Ausland kamen. Bei einem kumulierten Gesamtergebnis von 686.000 US-Dollar konnte das Studio am Ende einen hohen Gewinn von 282.000 US-Dollar realisieren. 

## Kritik
Die Kritiker lobten das Tempo, mit dem Regisseur W. S. Van Dyke die nicht immer glaubwürdige Geschichte auf die Leinwand brachte.
Der Los Angeles Examiner sprach wohlwollend über die Darsteller

„Kay Francis ist phantastisch als die Freundin des Ermordeten. Es ist keine einfache Rolle, doch Miss Francis bleibt in diesem emotionalen Feuerwerk stets glaubwürdig.“